# Film autobiographique
Un film autobiographique est un film inspiré par la vie ou un épisode de vie de l'auteur (réalisateur ou scénariste) du film en question.
Un film autobiographique n'implique pas forcément que le cinéaste tienne la caméra.

## Exemples non exhaustifs
- 1923 : Mary of the Movies, scénario de Marion Mack.
- 1959 : Les Quatre Cents Coups de François Truffaut.
- 1970 : Le Cinéma de papa de Claude Berri.
- 1973 : La Maison de la rue Chelouche de Moshé Mizrahi.
- 1975 : Le Miroir d'Andreï Tarkovski.
- 1987 : Au revoir les enfants de Louis Malle
- 1991 : Mayrig d'Henri Verneuil.
- 1992 : 588, rue Paradis d'Henri Verneuil.
- 1992 : Les Nuits fauves de Cyril Collard.
- 1993 : Journal intime de Nanni Moretti.
- 2005 : L'un reste, l'autre part de Claude Berri.
- 2007 : Persepolis de Marjane Satrapi.
- 2010 : My Little Princess d'Eva Ionesco.
- 2013 : Les Garçons et Guillaume, à table ! de Guillaume Gallienne.
- 2013 : La Fille Publique de Cheyenne Carron
- 2014 : Qu'Allah bénisse la France d'Abd Al Malik.
- 2015 : Comment c'est loin d'Orelsan et Christophe Offenstein.
- 2017 : Patients de Grand Corps Malade.
- 2017 : Rock'n Roll de Guillaume Canet.
- 2018 : Roma d'Alfonso Cuarón.
- 2021 : Malcolm et Marie de Sam Levinson.
- 2021 : Belfast de Kenneth Branagh.
- 2022 : The Fabelmans de Steven Spielberg.
- 2022 : Armageddon Time de James Gray
- 2022 : Les Amandiers de Valeria Bruni Tedeschi
- 2022 : Apollo 10½ de Richard Linklater
- 2022 : Le Lycéen de Christophe Honoré.
- 2022 : Mon Héroïne de Noémie Lefort.